# خوسيه كارلوس فرنانديز (لاعب كرة قدم)
خوسيه كارلوس فرنانديز (بالإسبانية: José Carlos Fernández Piedra)‏ (14 مايو 1983 بتروخيو في بيرو - ) هو لاعب كرة قدم بيروفي في مركز الهجوم. شارك مع منتخب بيرو لكرة القدم. أما مع النوادي، فقد لعب مع أرجنتينوس جونيورز وأليانزا ليما وتشورنومورتس أوديسا وسوسيداد ديبورتيفو كيتو وسيركل بروج وسيينسيانو ونادي سبورتينغ كريستال وSport Coopsol Trujillo ‏ وكورونل بولوجنسي وCusco FC ‏ ونادي ميلغار أريكيبا وClub Deportivo Universidad de San Martín de Porres ‏ وسيزار فاليجو ‏ وSport Coopsol ‏.

## وصلات خارجية
- خوسيه كارلوس فرنانديز على موقع اتحاد أوكرانيا (الإنجليزية)
- خوسيه كارلوس فرنانديز على موقع قاعدة بيانات كرة القدم.إي يو (الإنجليزية)
- خوسيه كارلوس فرنانديز على موقع ناشيونال فوتبول تيمز (الإنجليزية)
- خوسيه كارلوس فرنانديز على موقع Soccerway.com (الإنجليزية)